# Numero di Münchhausen
In matematica e particolarmente in teoria dei numeri è detto numero di Münchhausen un numero per cui elevando ciascuna delle cifre che lo compongono a se stessa e sommando i risultati si ottiene il numero stesso:
{\displaystyle n=d_{k}^{d_{k}}+d_{k-1}^{d_{k-1}}+\dots +d_{2}^{d_{2}}+d_{1}^{d_{1}}\,.}
I più piccoli numeri di Münchhausen in base 10 conosciuti sono 1 e 3435. Nel caso si accetti come convenzione che {\displaystyle 0^{0}=0} (normalmente è considerata una forma indeterminata) sono numeri di Münchhausen anche 0 e 438579088.
Infatti:
{\displaystyle 1^{1}=1}
{\displaystyle 3^{3}+4^{4}+3^{3}+5^{5}=27+256+27+3125=3435}
{\displaystyle 4^{4}+3^{3}+8^{8}+5^{5}+7^{7}+9^{9}+0^{0}+8^{8}+8^{8}}
{\displaystyle =256+27+16777216+3125+823543+387420489+0+16777216+16777216=438579088}
Non si sa se tali numeri siano infiniti, però è stato dimostrato che in una qualunque base numerica ve n'è un numero finito.
Il nome dato a questi numeri si riferisce al Barone di Münchhausen, perché questi numeri "sollevano sé stessi" elevando ogni cifra a sé stessa, proprio come si racconta che l'eponimo barone si trasse fuori dalle sabbie mobili tirandosi su per i capelli. In inglese, questi numeri sono identificati con la sigla PDDI, perfect digit-to-digit invariant.